# Thaia typica
Thaia typica är en insektsart som beskrevs av Irena Dworakowska 1976. Thaia typica ingår i släktet Thaia och familjen dvärgstritar. Inga underarter finns listade i Catalogue of Life.